# Brothers & Sisters
Brothers & Sisters är en amerikansk dramaserie från 2006 med bland andra Calista Flockhart, Sally Field, Dave Annable, Balthazar Getty, Matthew Rhys och Rachel Griffiths. Serien handlar om familjen Walker.
Brothers & Sisters sändes i Sverige av Kanal 5 från och med 2007 från och med 2010 bytte Brothers & Sisters kanal och sändes i Kanal 9. Säsong 5 blev den sista säsongen av serien.

## Huvudkaraktärer
Fadern, William Walker, grundare av Ojai Foods, dör i seriens första avsnitt och hans arv går som en röd tråd genom serien. Nora Walker är en godhjärtad mor som ser till sina barns bästa.
Sarah är en framgångsrik affärskvinna och mor till Paige och Cooper, Kitty är vass republikan och har arbetat som radiopratare, inom TV, som författare och PR-manager för senatorn Robert McCallister. Tommy har sedan high school jobbat sig upp på Ojai Foods, Kevin är en cynisk homosexuell advokat och Justin har krigat i Irak och Afghanistan. Noras bror Saul har under hela sitt liv jobbat på Ojai Foods tillsammans med William och är ungkarl.

### Större roller
| Roll               | Skådespelare         | Vem                               |
| ------------------ | -------------------- | --------------------------------- |
| Nora Walker        | Sally Field          | Mor                               |
| Sarah Walker       | Rachel Griffiths     | äldsta dottern                    |
| Kitty Walker       | Calista Flockhart    | näst äldsta dottern               |
| Tommy Walker       | Balthazar Getty      | äldste sonen                      |
| Kevin Walker       | Matthew Rhys         | näst äldste sonen                 |
| Justin Walker      | Dave Annable         | yngste sonen                      |
| Saul Holden        | Ron Rifkin           | Noras bror                        |
| Julia Ridge        | Sarah Jane Morris    | Tommys fru                        |
| Joe Whedon         | John Pyper-Ferguson  | Sarahs exman                      |
| Paige Whedon       | Kerris Dorsey        | Sarah och Joes dotter             |
| Cooper Whedon      | Maxwell Perry Cotton | Sarah och Joes son                |
| Scotty Wandell     | Luke Macfarlane      | Kevins man                        |
| Robert McCallister | Rob Lowe             | Kittys man                        |
| Holly Harper       | Patricia Wettig      | Williams älskarinna               |
| David Caplan       | Ken Olin             | Hollys sambo och far till Rebecca |
| Rebecca Harper     | Emily VanCamp        | Hollys dotter                     |
| Luc Laurent        | Gilles Marini        | Sarahs man                        |
| Ryan Lafferty      | Luke Grimes          | Williams son med Connie           |

## Säsonger

### Säsong 1
Familjen Walker försöker gå vidare efter Williams död. Familjen upptäcker att William har svindlat pengar i företaget och försatt det i ekonomisk kris. Nora får reda på att William under 20 år haft ett förhållande med en kvinna vid namn Holly Harper. 
Sarah, som blir CEO på Ojai Foods enligt Williams testamente, har äktenskapsproblem med Joe, hon har svårt att hitta en balans mellan jobbet, barnen och maken. Svartsjuka dyker upp några gånger innan de bestämmer sig för att skiljas. 
Kitty flyttar tillbaka till Kalifornien, tackar ja till ett jobb i en politisk talkshow och försöker att hålla förhållandet med Jonathan vid liv men hon misslyckas. Senatorn Robert McCallister erbjuder henne ett jobb i hans stab och de blir ett par, vilket Kevin till en början är emot. 
Tommy har svårt att acceptera att William lämnade företaget i Sarahs händer när han själv jobbat där sedan han var ung. Holly avslöjar sedan att William hade planerat att öppna en vinodling och låta Tommy sköta den. Det leder till att han och Holly Harper öppnar Walker Landing. Han och Julia försöker skaffa barn tillsammans och Tommy upptäcker att han är steril. Kevin och Justin donerar sperma och Julia blir gravid (ingen vet dock vem den biologiska fadern är) med tvillingar. 
Kevin börjar dejta sin klient Scotty, men det tar snart slut. Istället blir han tillsammans med skådespelaren Chad Berry. Förhållandet måste dock hållas i hemligt eftersom Chad inte vill förstöra sin karriär. Till slut kommer Chad ut, men det är då för sent att rädda förhållandet. Kevin träffar senare Robert McCallisters bror och pastorn Jason och de blir ett par. 
Justin mår dåligt på grund av sitt drogberoende, minnen från kriget och misstroende från familjen. Han får ett jobb och blir tillsammans med sin chef Tyler. Han lyckas sedan bli av med sitt drogberoende. Efter ett tag blir han kallad att åka tillbaka till kriget. I säsongens sista avsnitt åker han till flygplatsen under Kitty och Roberts förlovningsfest.
När det kommer fram att William fått en dotter med Holly försöker Nora välkomna henne med öppna armar. Syskonen är lite mer avvaktande. Kitty hade väldigt svårt att acceptera henne medan Justin nästan direkt började umgås med henne.